# Doktor od jezera hrochů
Doktor od jezera hrochů je česká filmová komedie z roku 2010 režiséra Zdeňka Trošky natočená podle stejnojmenné knihy Miloslava Švandrlíka.

## Děj
Čeněk Dobešek, hodný a slušný pražský doktor, spokojený po boku mladé krásné manželky Zuzany i otravné tchyně Marie vyhoví jakékoli prosbě sousedů, když potřebují pomoc. Jeho tchyně je však pohoršena, Čeňkovou slušností pohrdá a přeje si, aby Čeněk víc vydělával, byl doktorem s velkým D, tedy dost silnou a známou osobností. V zoufalství z nedostatku podpory od rodiny a financí přijme Čeněk nabídku práce v Africe od doktora Pištěláka. Ovšem Čeňkovým problémem je strach z letadel, bojí se i výšek, psů a hlavně hadů. Přesto se, odbaven v „režimu zvláštní péče“ a svěřen pod ochranu letušce Lence, vydává do Afriky. V letadle má slabou chvilku a to ještě neví, co se děje doma. Karel Pištělák a Zuzana Dobešková tráví čas spolu a několikrát skončí u Karla. Zuzana si naivně myslí, že si jsou souzeni. Mezitím se Čeněk vrací domů, a to jen s polovinou zadku, protože o druhou ho připravil had. Zuzana se s ním chce rozvést kvůli Karlovi. Očekává, že i Karel manželce oznámí, že ji opouští, a rozvede se. Čeněk je v klidu, protože se zamiloval do Lenky a rozvést se chce. Karel však své ženě nic neřekl. Zuzana se k ní vypraví, aby jí to řekla sama, a schytá pár ran bičíkem. Nakonec je Čeněk šťastný s Lenkou, zakládají rodinu v Čeňkově rodné vsi; Karel, který se bojí Marie se Zuzanou, odlétá do Afriky; Čeňkova zdravotní sestra Veronika našla pravou lásku a tchyně ze čtvrtého – Marie – se snaží dohodit dceři Zuzaně pohledného Rusáka.

## Obsazení
| Jaroslav Šmíd    | MUDr. Čeněk Dobešek         |
| Eva Holubová     | tchyně Marie Košvancová     |
| Jiří Langmajer   | MUDr. Karel Pištělák        |
| Tereza Bebarová  | Zuzana Dobešková            |
| Bohumil Klepl    | Venca Maňas                 |
| Alžbeta Stanková | letuška Lenka Ulverová      |
| Sandra Pogodová  | zdravotní sestra Krajánková |
| Tereza Šefrnová  | zdravotní sestra Janinka    |

## Recenze
- Jaroslav Sedláček, Czinema 25. února 2010, [nedostupný zdroj]
- Kamil Fila, Aktuálně.cz 26. února 2010,
- Mirka Spáčilová, iDNES.cz 24. února 2010,
- Ondřej Vosmík, Moviezone.cz 2. března 2010,
- František Fuka, FFFilm 17. února 2010,
- Lenka Šklubalová, NeKultura.cz 5. srpna 2010